# Cornelio Bentivoglio
Cornelio Bentivoglio (Ferrara, 27 de marzo de 1668 - Roma, 30 de diciembre de 1732) fue un cardenal italiano del siglo XVIII. Era sobrino del cardenal Guido Bentivoglio.

## Biografía
Bentivoglio era secretario de la Cámara Apostólica. Fue nombrado Arzobispo titular de Cartago en 1712, y enviado como nuncio papal a Francia. Era un gran defensor de la bula Unigenitus de 1713 contra el jansenismo, que disgustó al Duque de Orleans, regente luego de la muerte de Luis XIV, expulsando a Bentivoglio a Ferrara.
El papa Clemente XI le creó cardenal en el consistorio del 19 de noviembre de 1719. El cardenal Bentivoglio fue nombrado luego delegado apostólico en la Romaña, desde 1720 a 1727; Ministro Plenipotenciario de España desde 1726 y Camarlengo del Colegio Cardenalicio entre 1727 y 1728.
Participó en el cónclave de 1721, durante el cual fue elegido Papa Inocencio XIII, en el de 1724 (elección de Benedicto XIII) y el de 1730 (elección de Clemente XII). Durante el último cónclave, Bentivoglio posee el veto del rey Felipe V de España contra la elección del cardenal Giuseppe Renato Imperiali y Antonio Felice Zondadari.
Fue también un poeta, y tradujo al italiano el poema Tebaida de Estacio, bajo el seudónimo de Selvaggio Porpora.
Fallecido con 64 años, está enterrado en la Basílica de Santa Cecilia en Trastevere.